# زمین‌خزک بامبویی
زمین‌خزک بامبویی (نام علمی: Clibanornis dendrocolaptoides) گونه‌ای از پرندگان در زیرتیرهٔ Furnariinae از تیرهٔ تنورمرغان (Furnariidae) است که در آرژانتین، برزیل و پاراگوئه یافت می‌شود.